# 群力乡 (蓬溪县)
群力乡，是中华人民共和国四川省遂宁市蓬溪县曾经下辖的一个乡。2019年9月，撤销群力乡，将其所属行政区域划归吉祥镇管辖。

## 行政区划
群力乡撤销前下辖以下地区：
人和社区、福田村、清泉村、宝塔村、义寨村、会明村、风洞村、平新村和古桥村。